# Pesto alla trapanese
La pasta con il pesto alla trapanese (« pâtes au pesto à la trapanaise » en français ; pasta cull'agghia en sicilien) est un plat typique de la cuisine de la ville sicilienne de Trapani, également répandu dans le reste de la province. Elle fait partie des produits agroalimentaires traditionnels de Sicile reconnus par le ministère italien des Politiques agricoles, alimentaires et forestières, sur proposition de la Région Sicile.

## Histoire
La pasta con il pesto alla trapanese est un plat très ancien : dans le port de Trapani s’arrêtaient des navires génois, en provenance d’Orient, qui ont apporté la tradition de l'agliata ligure, à base d'ail et de noix, que les marins de Trapani ont adaptée avec les produits de leur terre, la tomate et les amandes.

## Recette

### Ingrédients
Il s’agit d’une sauce crue. Les ingrédients principaux sont le basilic, la tomate et les amandes. Les pâtes utilisées traditionnellement sont les busiati, des pâtes fraîches, une sorte de macaroni tortillé avec une branche de buso (Ampelodesmos mauritanicus). D’autres pâtes utilisées de façon traditionnelle sont les gnoccoli, longs d'environ 15 cm de long et larges de moitié, que l’on creuse à la main avec les dix doigts. On peut cependant utiliser aussi des bucatini ou des linguine. Les autres ingrédients de la recette classique sont l'ail (généralement de l’ail rouge de Nubie), l’huile d'olive vierge extra (HOVE, AOP Valli Trapanesi ou Valle del Belice), des amandes, du pecorino sicilien râpé AOP (pas trop vieilli), du basilic et du poivre noir.

### Quantités
Pour quatre personnes : 6 tomates mûres, 50 g d'amandes décortiquées, 15-20 feuilles de basilic frais, 1 ou 2 gousses d'ail, huile d'olive extra vierge, sel et poivre quantum satis.

### Préparation
Écraser l'ail dans un mortier avec le sel et le basilic : tourner le pilon, battre les ingrédients et les écraser contre le mortier. Mélanger l'huile peu à peu jusqu'à ce que la sauce devienne crémeuse. Écraser à part les amandes épluchées et crues jusqu’à en faire une bouillie et la mélanger au pesto. Le tout enfin doit être incorporé à la pulpe des tomates pelées hachées finement (ou écrasées dans le mortier) ; pour finir, on ajoute deux ou trois cuillères à soupe d'huile d'olive en évitant de battre le tout. Laisser reposer la sauce pendant la cuisson des pâtes. Égoutter les pâtes cuites al dente sans ajouter d'eau froide et mélanger le tout dans la soupière, en ajoutant quelques cuillerées à soupe de pecorino râpé et une cuillerée de grains[Quoi ?]. Et en été, avec le basilic, ajouter même quelques feuilles de menthe fraîche dans le pesto.

### Variations
Certains ajoutent sur les pâtes de la chapelure de pain grillé ou même de la poutargue de thon râpée. On peut également les enrichir de thon à l'huile. Traditionnellement, le plat est accompagné d’aubergines ou de pommes de terre frites et également de poisson frit (mendole, picarel, lançon).

## Commercialisation
Il s’agit d’une préparation à faire à la maison ; elle peut être conservée quelques jours au réfrigérateur, en la recouvrant complètement d'huile d'olive. Autrefois, c’était seulement un produit artisanal, aujourd'hui certaines entreprises alimentaires en commercialisent un comme Pesto siciliano alors qu’il ne s’agit que d’un pesto vert auquel on a ajouté de la tomate.